# Henri Donnedieu de Vabres
Henri Donnedieu de Vabres nasceu no dia 8 de julho de 1880 em Nîmes e morreu no dia 14 de fevereiro de 1952 em Paris. Professor de direito francês, ele foi o presidente da Associação Internacional de Direito Penal e tambèm um dos quatro juízes dos Julgamentos de Nuremberga.

## Até a Primeira Guerra Mundial
Henri Donnedieu de Vabres nasceu em Nîmes, em uma família protestante e burguesa. Seu pai foi proprietário de terras e advogado. 
Estudou inicialmente a literatura na Universidade de Montpellier. Em seguida, estudou direito em Paris e, em 1905 recebeu o título de Doutor em Direito.
Em 1909, deixou Paris para lecionar na Faculdade de direito de Aix-en-Provence.
Em 1914, foi responsável de um curso de processo civil na Universidade de Montpellier .
Durante a Primeira guerra, Donnedieu de Vabres foi mobilizado por três anos, de 1915 a 1918, antes de retornar a Montpellier.

## Entre as duas Guerras Mundiais
Em 1922, foi nomeado professor da Faculdade de Direito de Paris, onde ensinou o direito penal durante trinta anos.
Foi a partir dos anos 20 que o seu interesse pelo direito penal internacional se torna visível. Ele trabalhou para o nascimento e a consolidação jurídica de um Tribunal Penal Internacional, o que o levou a participar de várias reuniões à Paris, na Europa e nos Estados Unidos. 

Em 1928, publicou um livro que marcou os espiritos, Les Principes modernes du droit pénal international . Esta obra foi republicada na França em 2005 em razão de sua "surpreendente atualidade". Em sua conclusão, escreveu : 
"Somente a vinculação do direito penal a uma ideia de obrigação moral faz reconhecer a às suas prescrições um valor obrigatório para toda a humanidade... Somente uma lei superior ao Estado pode reivindicar o privilégio da universalidade...".

## Durante a Segunda Guerra Mundial
Donnedieu de Vabres continuou a atuar como professor de direito na França de Vichy e também se tornou Diretor do Instituto de Criminologia de Paris. 

## Julgamentos de Nuremberga
Henri Donnedieu de Vabres foi um dos quatro juízes dos Julgamentos de Nuremberga. Ele representava a justiça francesa juntamente com seu juiz substituto Robert Falco, conselheiro do Tribunal de Cassação.
Antes, ele nunca havia ocupado o cargo de juiz. Qualquer juiz francês especializado em direito penal em 1945 havia exercido a profissão sob o regime de Vichy, tendo jurado fidelidade ao Marechal Pétain. Portanto, a nomeação de um professor de direito como juiz internacional permitiu que a França evitasse as críticas da Grã-Bretanha e dos Estados Unidos. 
Esta nomeação lhe possibilitou avançar em seu compromisso com o desenvolvimento do direito penal internacional. Sua autoridade no campo do direito penal era indiscutível e ele havia desenvolvido um sólido aparato teórico do que poderia ser a repressão internacional dos crimes em várias publicações. Por meio de sua participação em conferências internacionais, ele adquiriu uma grande experiência. Donnedieu de Vabres havia compreendido a importância da colaboração internacional e da solidariedade entre os estados no desenvolvimento do direito penal. 
Durante os Julgamentos de Nuremberga, ele esteve especialmente preocupado com o rigor da delegação soviética e da delegação dos Estados Unidos, que dominavam o julgamento através de suas vontades políticas e graças aos seus recursos judiciais, financeiros e logísticos.
Donnedieu de Vabres se opôs ao uso da acusação de crime contra a paz, pois lhe parecia muito ampla e imprecisa para ser usada em um julgamento tão importante.
Ele também protestou veementemente contra a condenação de Alfred Jodl, afirmando que a condenação de um soldado de carreira sem lealdade ao Partido Nazista constituía um erro judiciário. Esta afirmação foi repetida pelo tribunal de desnazificação alemão em seu julgamento do dia 3 de março de 1953, permitindo que a viúva de Alfred Jodl obtenha uma pensão de viuvez, afirmando que Jodl não deveria ter sido condenado à morte nos Julgamentos de Nuremberga (esta decisão foi revogada no mesmo ano, porém a pensão continuou a ser paga à viúva) .
Donnedieu de Vabres sugeriu que um pelotão de fuzilamento seria uma modalidade de execução mais honrosa para os condenados à morte. Esta sugestão foi fortemente contestada pelo juiz americano Francis Biddle e pelo juiz soviético Iona Nikitchenko. A execução por enforcamento foi finalmente decidida.

## Após a Segunda Guerra Mundial
Em 1946–1947, Donnedieu de Vabres é responsável devum curso no Instituto de criminologia de Paris, assim como na Academia Internacional da Haia, sobre os Julgamentos de Nuremberga.
Juntamente com Vespasian V. Pella e Raphael Lemkin (o professor de direito que criou e definiu o termo "genocídio" em seu livro Axis Rule in Occupied Europe publicado em 1944), ele foi consultado por John Peters Humphrey para preparar a Convenção para a Prevenção e a Repressão do Crime de Genocídio da ONU.
Ele participou de maneira ativa aos trabalhos das comissões criadas no âmbito da ONU para o estabelecimento de um "código de crimes contra a paz e a segurança da humanidade" e para a criação de um tribunal penal permanente. Em 1947, Donnedieu de Vabres apresentaria novamente sua ideia ao Comitê das Nações Unidas para o Desenvolvimento Progressivo do Direito Internacional e sua Codificação. Ele era fortemente favorável à aplicação pelos tribunais nacionais de leis penais estrangeiras e ao reconhecimento do valor internacional das sentenças repressivas. 
Suas contribuições e participações são múltiplas : ele é um dos fundadores e um dos principais apresentadores da Revue de science criminelle et de droit pénal comparé, membro do comitê executivo da Revue internationale de droit pénal, colaborador da revista Etudes criminologiques, vice-presidente da Société générale des prisons, presidente da Société de médecine légale, presidente da Société de patronage des prisonniers libérés protestants, presidente do Patronage des jeunes garçons en danger moral.
O seus trabalhos são também reconhecidos por autoridades civis e jurídicas que lhe solicitaram para assumir múltiplas responsabilidades. Foi-lhe assim confiada a presidência da comissão responsável pela revisão do código de processo penal  .
Em 1949, Donnedieu de Vabres propôs um projeto de reforma do processo penal francês, que não teve sucesso.
Ele morreu em Paris dia 14 de fevereiro de 1952 aos 71 anos.

## Família
Henri Donnedieu de Vabres é o avô de Renaud Donnedieu de Vabres, que atuou como Ministro da Cultura da França de 2004 a 2007.

## Controvérsia
Laurence Leturmy e Michel Massé, da Universidade de Poitiers, criaram uma polêmica em 2020 criticando o livro Retour à Lemberg de Philippe Sands (2016) por fazer um paralelo entre a oposição de Donnedieu de Vabres à pena de morte para Hans Frank durante os Julgamentos de Nuremberga, e o fato de ter jantado com ele na companhia de Julius Streicher em 1935 . Hans Frank estava sendo julgado por seu papel como governador todo-poderoso do Governo geral da Polônia, onde funcionaram quatro dos piores centros de extermínio nazistas (Chelmno, Belzec, Sobibor e Treblinka). O segundo juiz francês nos Julgamentos de Nuremberga, Robert Falco, relatou que este jantar com Frank e Streicher criou uma situação que o próprio Donnedieu de Vabres, na época, considerou incômoda.

## Publicações
- Traité élémentaire de droit criminel et de législation pénale comparée , Paris, 1937, Sirey, 1066 p.
- Introduction à l'étude du droit pénal international : essai d'histoire et de critique sur la compétence criminelle dans les rapports avec l'étranger , Paris 1922, Sirey 482 p.
- La justice pénale d'aujourd'hui (3e éd.), Paris, 1948, Armand Colin, 248 p.
- Les principes modernes du droit pénal international, Paris, 1928, Recueil Sirey, 470 p.
- Précis de droit criminel. Paris, Dalloz, 1953.
- Donnedieu de Vabres, H., & Hugueney, L. P. Les principaux aspects de la politique criminelle moderne : Recueil d’études en hommage à la mémoire du Professeur Henri Donnedieu de Vabres. Paris, Editions Cujas, 1960.